# Орлин Старокин
Орлин Старокин (роден на 8 януари 1987 г.) е български футболист. Действа като защитник и дефанзивен полузащитник. Юноша е на ЦСКА (София).

## Кариера
Старокин започва футболната си кариера в ЦСКА (София). Там той играе като полузащитник. На 18-годишна възраст, през 2005 г., Старокин отива в Бургас и подписва първия си професионален договор с Нафтекс (Бургас). През лятото на 2006 г. Старокин играе в Черноморец (Бургас), с който става шампион на „Б“ Професионална футболна група. На 15 юни 2011 г. е закупен от Левски София. На 21 януари 2021 г. е привлечен в Пирин (Благоевград).